# 女神捕 (2010年电视剧)
《女神捕》是根据温瑞安的同名小说的创意改编而成（实际内容已不是原来的故事）的新武侠探案推理电视连续剧，之前已经有数字电影版本，2009年北京艺缘同行影视文化有限公司作为制作方，再次力邀商蓉出演女主角铁飞花。2009年10月9日，本剧在武夷山正式开机，随后在无锡影视基地取景拍摄，2010年1月在横店影视城杀青。7月该剧开始在全国各地方电视台播出，商蓉透露女主角铁飞花是古装版加女版的“福尔摩斯”。

剧情內容跟2008年央視数字电影版的《女神捕》不相同，只是制作者和演員相同。

## 剧情
明朝年间，一名捕快的女儿铁飞花在父亲的影响下从小对破案有着浓厚的兴趣，她也立志成为一名捕快。铁飞花身具独特的过人天赋，只凭案发现场的痕迹便能推测出凶手行迹。但由于只是女儿身，父亲只能让她去一个边远的县城当狱婆。一次偶然的机会，她在办案中发现一名死去的军士，县令让她把尸体送去杭州勘验，来到杭州的铁飞花意外卷入了漕粮失踪案。江南总督许慎发现了铁飞花独特的破案能力，破格提拔她进入总督府刑狱司捕房，这让她兴奋异常，但这却是一个糟糕的开始，她从此陷入一个似乎永远解不开的连环圈套中，面对重重杀机铁飞花坚韧不拔，她本人也在这个过程中逐渐成长起来，最终揭开了惊天大阴谋，然而更为凶险的东西在等待她……

## 主创
- 出品人：周丕学、司小冬
- 总监制：黄士聪
- 制片人、总导演：司小冬
- 编剧：黄  鉴
- 执行制片人：王  凯
- 执行导演：徐  杰
- 摄影师：颜  超
- 美术师：王立山
- 制片主任：高伟强
- 灯光师：王  平
- 服装设计师：司淑华
- 造型师：梁  霞
- 道具师：管  家
- 总发行人：刘  阳
- 出品单位：
  - 潇湘电影集团
  - 北京艺缘同行影视文化有限公司
- 联合摄制单位：
  - 北京艺缘同行影视文化有限公司
  - 安徽卫视
  - 广州电视台
- 发行单位：广州国影文化传播有限公司

## 演员
- 商　蓉 饰 铁飞花
- 赵鸿飞 饰 杨小檐
- 丁海峰 饰 叶知秋
- 于荣光 饰 郑大人
- 苗海忠 饰 九侯爷
- 麻维江 饰 吕　中
- 赵　阳 饰 许亦非
- 翟乃社 饰 铁苍龙
- 陈之辉 饰 龙　三
- 范雨林 饰 欧阳蛟
- 赵　亮 饰 孙　值
- 海　波 饰 陈清明
- 午　马 饰 司徒寿
- 毛晓彤 饰 柳　儿
- 孙艺函 饰 冢原柳穗
- 王思蒙 饰 冢原柳惠
- 张宝雯 饰 高　旗
- 张永生 饰 快鞭三
- 白　雨 饰 杨小楼
- 刘长生 饰 老迷糊

## 外部連結
《女神捕》新浪專題（页面存档备份，存于）